# Dammendorf (Grunow-Dammendorf)
Dammendorf (niedersorbisch Domašojce) ist ein Gemeindeteil der Gemeinde Grunow-Dammendorf. Der Ort im liegt im Landkreis Oder-Spree.

## Geographie
Dammendorf liegt im Heide- und Seengebiet von Ostbrandenburg, fast vollständig im Naturpark Schlaubetal. Das Gebiet umfasst ein Schmelzwasserrinnennetz, in welchem Schlaube, Oelse, Dorche und Demnitz fließen. Um Dammendorf liegen mehrere Seen: der Oelsener See, der Hammersee, der Kleine Schinkensee, der Große Schinkensee, der Langesee, der Große Treppelsee und der Kleine Treppelsee. Es finden sich Moore und Sümpfe in den Schluchten des Flusses.
Zum Ortsteil Dammendorf gehörten die Wohnplätze:
- Forsthaus Wirchensee, 1 Einwohner im Jahre 2006
- Walkemühle, 3 Einwohner im Jahre 2006

Diese Wohnplätze gehören heute ebenfalls zu Grunow-Dammendorf, während das Forsthaus Jakobsee seit dem Zusammenschluss der Gemeinden der Gemeinde Schlaubetal zugeordnet wurde.

## Geschichte
Die Ersterwähnung von dammendorff fand sich am 4. Oktober 1486 in einem Lehnbrief des Kurfürsten Johann von Brandenburg. Die Namensdeutung auf den Personennamen Dammo ist möglich, eher wahrscheinlich ist jedoch der wendische Ursprung: dam = Eiche. Ortsnamen wie Fünfeichen ganz in der Nähe scheinen diese Annahme zu bestätigen. Gleichfalls findet sich die Schreibweise Domendorff im 16. Jahrhundert.
Das Forstgebiet in der ehemaligen Friedländischen Heide ist bestimmend für die Entwicklung des Angerdorfes und so wurden bereits 1518 Dammendorf einschließlich Heydereiterei in einem Pfandbrief erwähnt, als die Vormünder Kaspars von Köckritz Schloss und die Stadt Friedland samt den zugehörigen Dörfern an den Ordensmeister der Johanniter Georg von Schlabrendorff verpfänden. 1533 erfolgt der endgültige Verkauf der Herrschaft Friedland an den Johanniterordensmeister Veit von Thümen. Dammendorf und das Forstrevier wechselten den Besitzer.
1542 gab es bereits drei Ganzbauern mit je drei Hufen Land. Erwähnung des Heidereiters Schwedler 1563, welcher in diesem Jahr von einem Holzdieb im Kasten erschlagen wurde. Der folgende Dreißigjährige Krieg verwüstete das Dorf, es lag ab 1642 wüst und erst 1660 wurde das Schulzenamt wieder besetzt. Auch die Heidereiterei war von 1631 bis 1666 praktisch unbesetzt.
Im Jahre 1700 legte das Amt eine Ziegelei an und 1752 wurde die erste Oberförsterei gebaut. Selbige wurde 1759 im Siebenjährigen Krieg von den Kosaken geplündert. Schulunterricht fand um 1774 im benachbarten Grunow statt. Der vorhandene Dorfkrug erhielt 1799 ein neues Fachwerkgebäude.
Die Dienstablösung aller Amtsbewohner erfolgte auf Grund der Säkularisation 1810 und 1815 wurde aus der Heidereiterei eine preußische Oberförsterei. Es leben um 1820 im Dorf 132 Einwohner, in der Wassermühle sieben Personen, die Ziegelei wird erwähnt. Im Jahre 1830 suchte man wegen der hohen Mengen Windbruchs Holzschläger für das Revier, der Wochenlohn in diesem Jahr betrug für jedes Klafter Kiefernholz zehn Groschen, für jedes Klafter Eiche zehn Groschen und sechs Pfennige. Die alte Kiefernsamendarre wurde 1842 durch einen Neubau ersetzt und es wurde ein königlich-preußischer Darrmeister zur Qualitätssicherung eingesetzt.

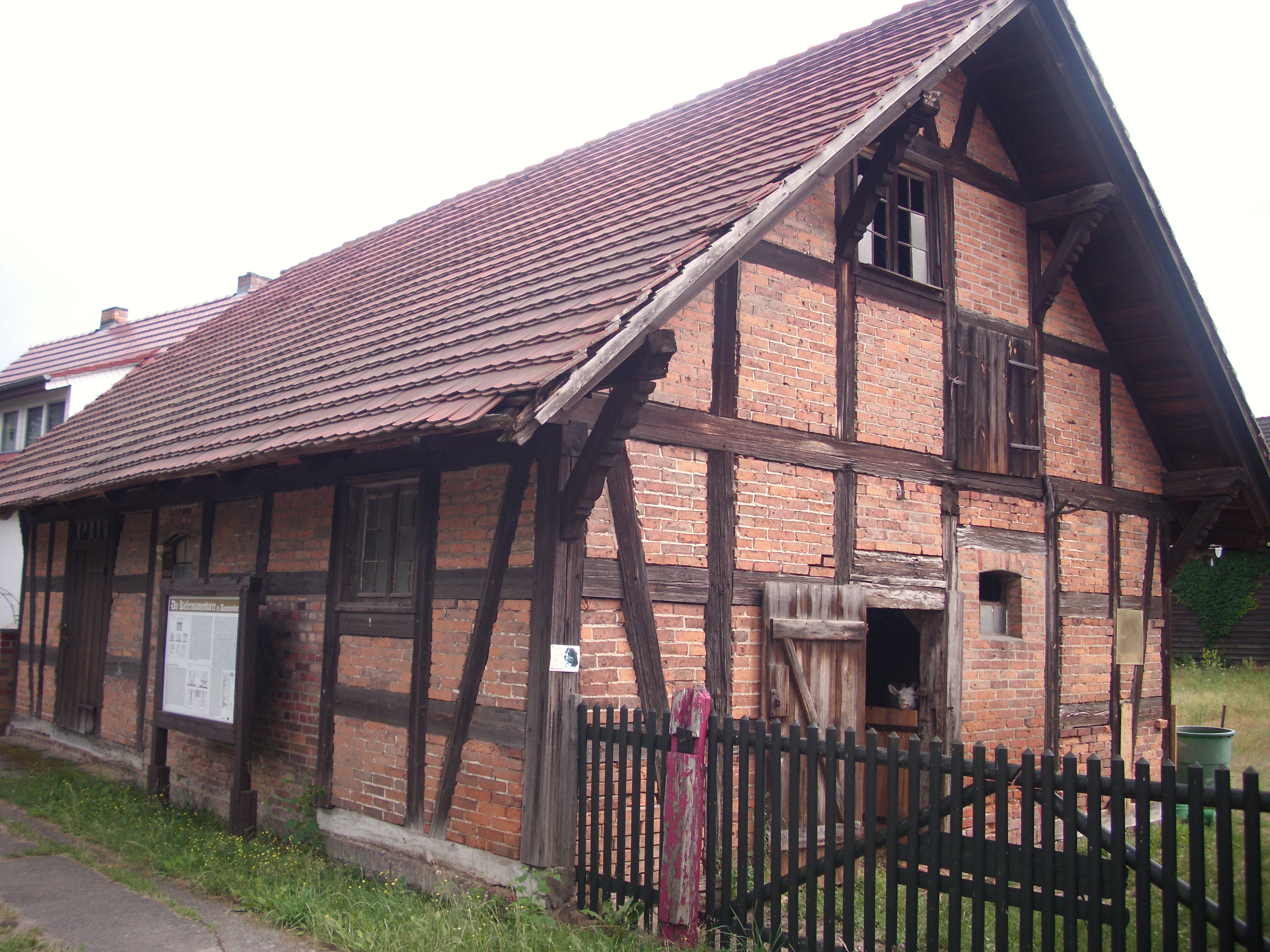
An der Kiefernsamendarre Dammendorf
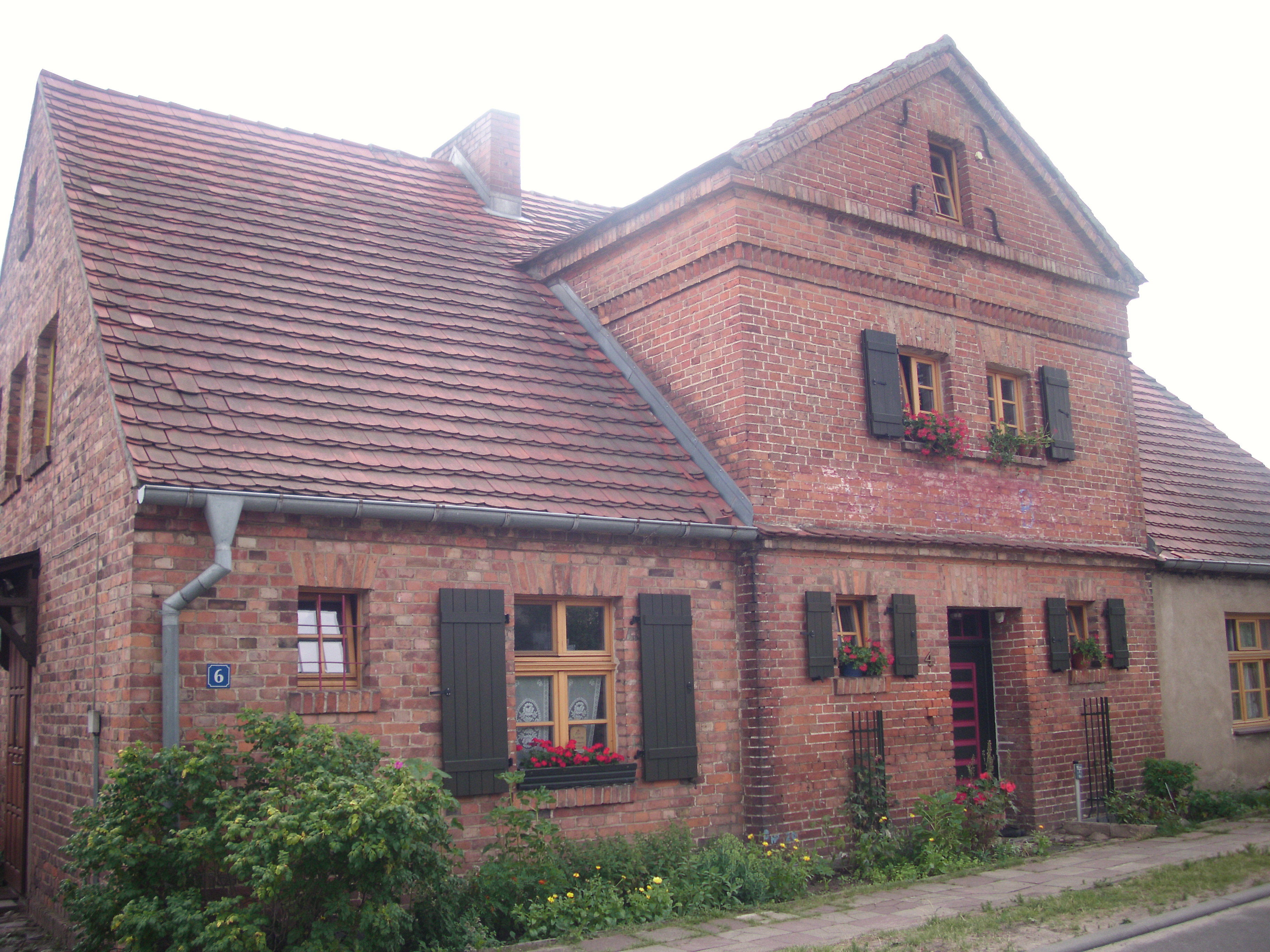
Neubau 1842, Kiefernsamendarre Dammendorf
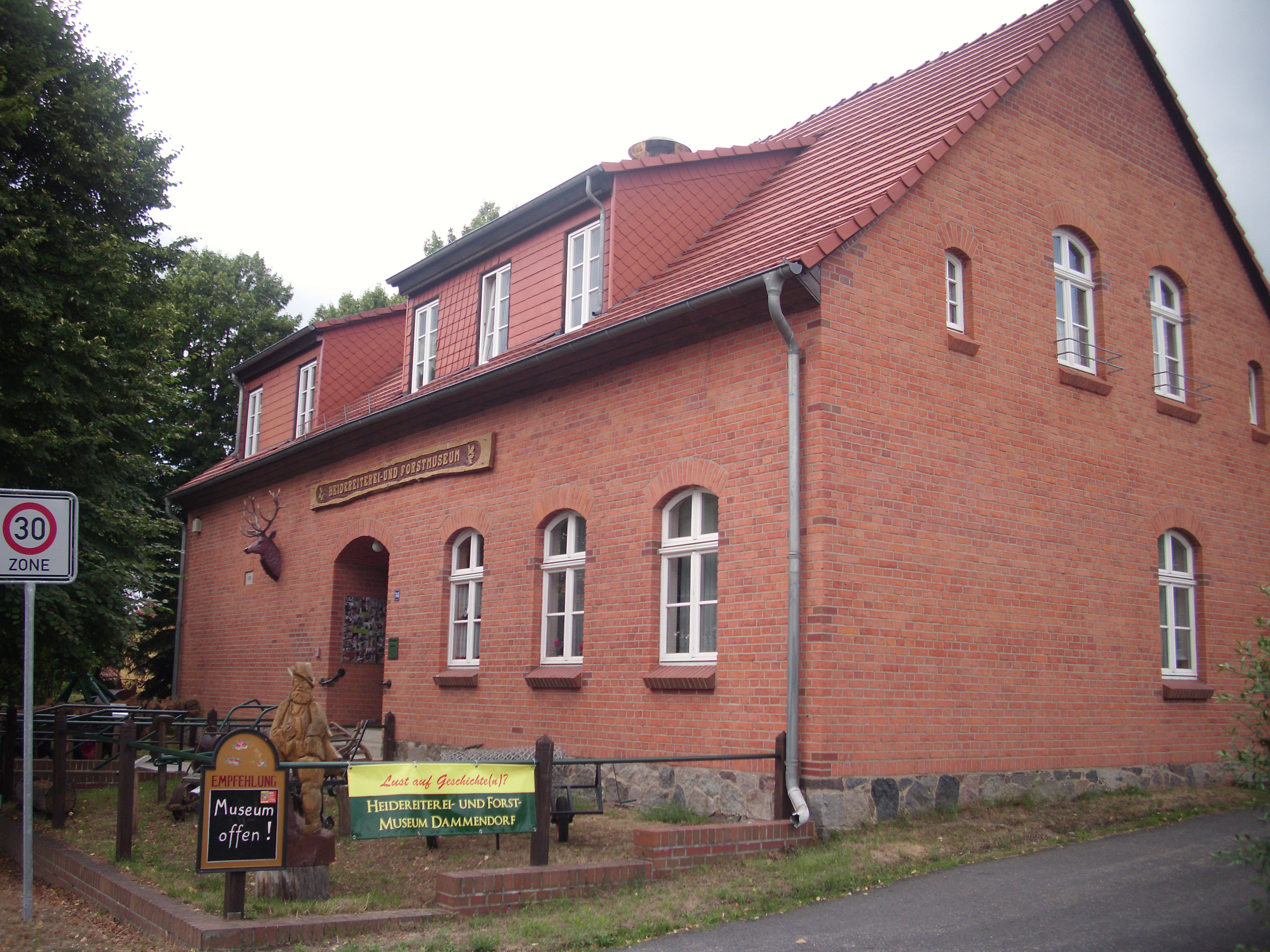
ehemalige Schule, heute Heidereiterei- und Forstmuseum

1853 hat der Ort eine Größe von 2574 Morgen, das Dammendorfer Forstrevier 11359 Morgen 162 Quadratruten. Das königliche Rent- und Polizeiamt sowie die Forstkasse befanden sich im Schloss des ehemaligen Amtes Friedland. Das Amt und sein Schloss gingen noch auf die Zeit des Ordens Friedland zurück. Zum Ort und Revier gehörten außerdem eine Ziegelei und ein Forsthaus. Im Jahre 1854 bestand zudem ein etablierter Theerofen. Die Einwohnerzahl war 1856 in Dammendorf einschließlich Forsthaus Schakobsee (Jakobsee), auf 263, im Forsthaus auf zehn Personen, gestiegen.
1870/1874 wurde ein Tagelohn von 1,10 Mark im Forstamt gezahlt. Ein Neubau des Förstereigebäudes wurde 1882 notwendig. Im Jahre 1905 folgte der Neubau der evangelischen Schule, heute als Heidereiterei- und Forstmuseum genutzt, 1913 wurde ein Zweifamilienhaus für die Waldarbeiter gebaut. Das preußische Forstamtsgebäude erhielt 1927/1928 einen Neubau, im selben Zeitraum wurde die Kiefernsamendarre zum Waldarbeiterwohnhaus umgebaut.
Mit dem Ende des Zweiten Weltkrieges kam auch das Ende der Nutzung des Forstamtsgebäudes als Oberförstereistandort. Die ersten weiblichen Forstarbeiterinnen wurden im Jahrgang 1952/1953 im Dammendorfer Revier ausgebildet. Im Forstgebiet entstand ein Staatsjagdgebiet für ausländische Diplomaten und einheimische Funktionäre. Der Standort erhielt 1989 erneut eine Revierförsterei, dazu wurde ein neues Gebäude gebaut.
Die Kinder wurden noch immer in dem Schulgebäude aus dem Jahre 1905 von der ersten bis zur vierten Klasse in einem Raum unterrichtet. Die älteren Kinder liefen zu Fuß nach Grunow. Erst, als 1960 in Fünfeichen eine neu erbaute Grundschule eröffnete, endete die Schulgeschichte des Ortes. Von 1960 bis 1972 wurde ein Kindergarten in dem Gebäude untergebracht. In dieser Zeit erfolgte ein Anbau. Im Herbst 1972 eröffnete ein Konsum, dieser bestand bis etwa 1991. Ab 1995 nutzte die Gemeinde nun die Örtlichkeiten als Bürgermeisterbüro. Sie sanierte das Gebäude und ließ im Obergeschoss Wohnungen einbauen. Nach dem Neubau eines Gemeindehauses blieb das alte Gemeindebüro ungenutzt. Die Gründung des Heimatvereins erfolgte 2008, die Eröffnung des Heidereiterei- und Forstmuseums in den leer stehenden Räumen erfolgte im Juni 2009.

### Verwaltungsgeschichte
Ursprünglich zum Kreis Lübben (Spreewald) gehörend, wurde Dammendorf vom 1. Juli 1950 bis 24. Juli 1952 in den Kreis Frankfurt (Oder) eingegliedert. Vom 25. Juli 1952 bis zum 5. Dezember 1993 war Dammendorf eine Gemeinde im Kreis Fürstenberg, welcher 1961 in Kreis Eisenhüttenstadt-Land umbenannt wurde.
Mit der Gründung des Amtes Schlaubetal wurde Dammendorf ab dem 23. Juni 1992 eine Gemeinde dieses Amtes. Seit dem 26. Oktober 2003 ist der Ort ein Ortsteil der Gemeinde Grunow-Dammendorf.

## Tourismus und Sehenswürdigkeiten
Neben dem Naturerlebnis Schlaubetal und Ausflügen in die Region, stehen Urlaubern der Wanderreitstützpunkt Dammendorf zum Wanderreiten mit Revierförstern zur Verfügung. Es gibt Waldlehrpfade für Interessenten der Historie alter Berufe. Die ausgewiesenen Wanderwege führen durch ein sehr abwechslungsreiches Gelände, Übernachtungsmöglichkeiten und Gastronomie ist ausreichend vorhanden.
Ein Forsthaus und der frühere Dorfkrug stehen unter Denkmalschutz.

## Wirtschaft und Infrastruktur
Schulen werden überwiegend in Eisenhüttenstadt und Beeskow genutzt, weitere Einrichtungen stehen im Nachbarort Grunow zur Verfügung.
Grunow-Dammendorf gehört zum Verkehrsverbund Berlin-Brandenburg. Im benachbarten Ortsteil Grunow befindet sich der gleichnamige Bahnhof, von dem die Regionalbahn RB36 nach Königs Wusterhausen beziehungsweise nach Frankfurt fährt.
Der öffentliche Personennahverkehr wird unter anderem durch den PlusBus des Verkehrsverbund Berlin-Brandenburg erbracht. Folgende Verbindung führt, betrieben von der Busverkehr Oder-Spree, durch Dammendorf:
- Linie 400: Beeskow ↔ Dammendorf ↔ Schlaubetal ↔ Fünfeichen ↔ Eisenhüttenstadt

Dammendorf liegt an der Bundesstraße 246, die Eisenhüttenstadt und Beeskow verbindet.

## Persönlichkeiten
- Max Kienitz (1849–1931), Forstbotaniker und Pionier des Naturschutzes, absolvierte 1869–1870 eine praktische Lehre in der Oberförsterei Dammendorf.